# تشيكوغ (ويسكونسن)
تشيكوغ (بالإنجليزية: Chicog, Wisconsin)‏ هي بلدة تقع بولاية ويسكونسن في الولايات المتحدة. تبلغ مساحتها 118.1 (كم²)، وترتفع عن سطح البحر 305 م، بلغ عدد سكانها 268 نسمة في عام 2000 حسب إحصاء مكتب تعداد الولايات المتحدة وتصل الكثافة السكانية فيها 2.4 نسمة/كم2.

## وصلات خارجية
- http://townofchicog.com
- The US50 - Cities and Towns in Wisconsin State
- Wisconsin Cities and Towns, Facts, Map, Flag, Colleges, Government, and More